# Ferrari 158
O Ferrari 158 é o modelo da Ferrari utilizado nas temporadas de 1964 e 1965. Foi guiado por Lorenzo Bandini, Bob Bondurant, John Surtees e Nino Vaccarela.